# Yessica Oviedo
Yessica Coraima Oviedo Pérez (ur. 2 stycznia 1993) – dominikańska zapaśniczka walcząca w stylu wolnym. Zajęła siódme miejsce na mistrzostwach świata w 2017. Wicemistrzyni panamerykańska w 2013, 2017 i 2021; trzecia w 2022. Złota medalistka mistrzostw Ameryki Południowej w 2014. Brązowa medalistka igrzysk Ameryki Środkowej i Karaibów w 2018. Mistrzyni igrzysk boliwaryjskich w 2017, a trzecia w 2013 i 2022 roku.